# 硫磺山 (知理保以岛)
硫磺山（日语：／）或乔尔内火山（俄语：Вулкан Чёрного）是知理保以岛北岛的火山，属萨哈林州库里尔斯克区，海拔624米，最后一次喷发在1857年。它以俄国的百夫长伊万·乔尔内命名。